# Waag (Schöllkrippen)

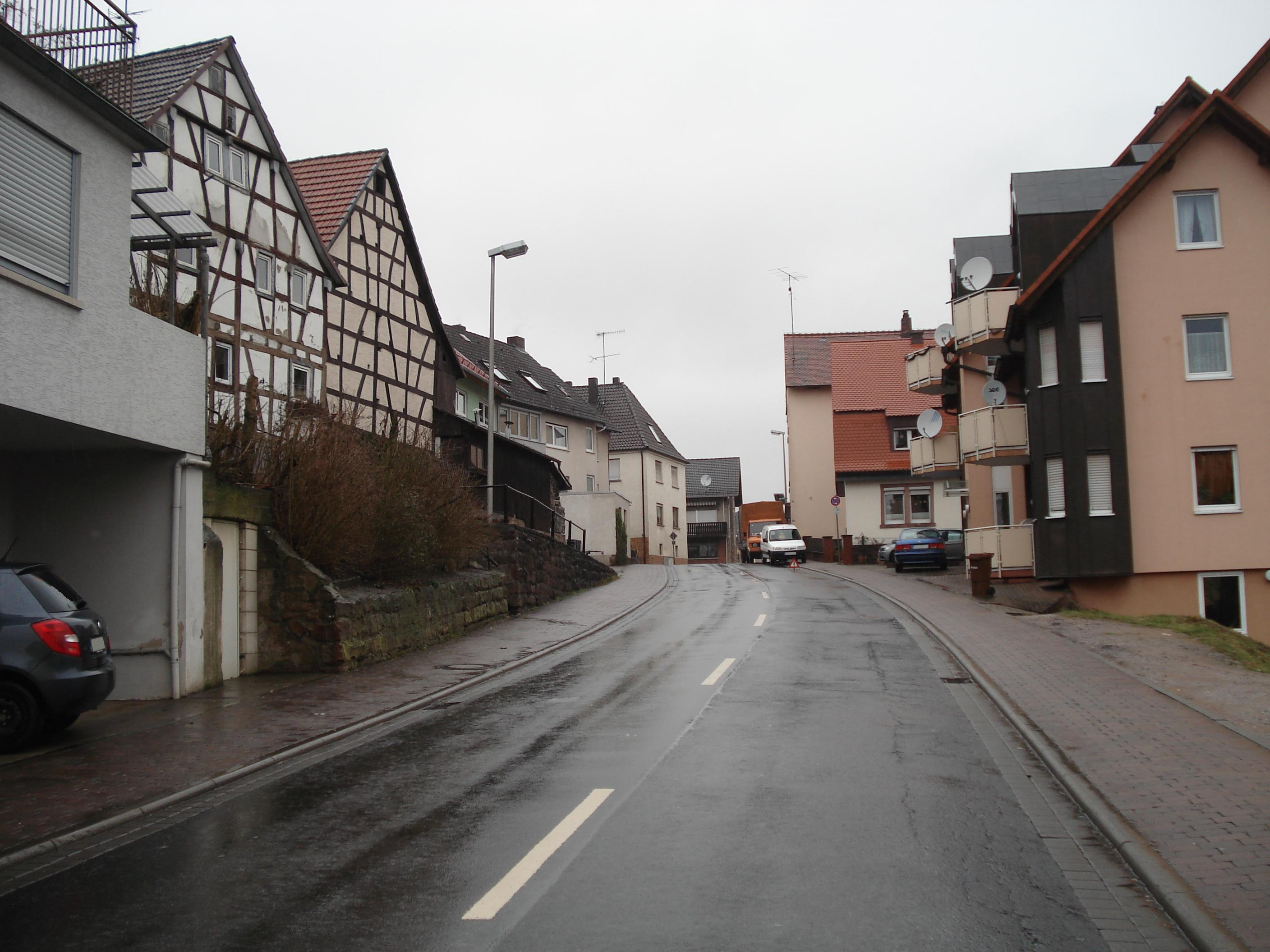
Ortsdurchfahrt von Waag (St.2306)

Waag war bis 1811 ein selbstständiger Ort im heutigen Landkreis Aschaffenburg im bayerischen Spessart. Nach der Eingemeindung in die Gemeinde Schöllkrippen wurde der Ortsteil 1828 dem Landgericht Alzenau zugewiesen. Bis etwa 1900 tauchte der Name Waag noch auf den örtlichen Karten und Ortsverzeichnissen auf. Heute ist er mit Schöllkrippen baulich verwachsen und der Name fast vollständig verschwunden. Waag liegt an der heutigen Staatsstraße 2306 zwischen Schöllkrippen und Schneppenbach rechts der Kahl. Der Ort hatte zum Zeitpunkt der Zusammenlegung mit Schöllkrippen etwa 150 Einwohner. Seit 1783 gehörte Waag kirchlich zu Schöllkrippen (St. Lukaskapelle). Nach dem früheren Ortsteil ist die dort verlaufende Waagstraße benannt.

## Etymologie
Der Name Waag geht auf das mittelhochdeutsche Wort wac zurück, das bewegtes Wasser bedeutet. Im Volksmund wurde der Ort "Woog" genannt.